# Ульяновка (Татарстан)
Ульяновка (тат. Ульяновка) — село в Черемшанском районе Республики Татарстан России. Административный центр Ульяновского сельского поселения.

## География
Село находится в юго-восточной части Татарстана, в лесостепной зоне, в пределах юго-восточной части Бугульмино-Белебеевской возвышенности, на правом берегу реки Большая Сульча, при автодороге 16К-0131, на расстоянии примерно 16 километров (по прямой) к северо-западу от села Черемшан, административного центра района. Абсолютная высота — 130 метров над уровнем моря.

### Климат
Климат характеризуются как умеренно континентальный, с холодной продолжительной зимой и тёплым летом. Среднегодовая температура воздуха составляет 3,2 °С. Средняя температура воздуха самого холодного месяца (января) — −12 °C (абсолютный минимум — −47 °C); самого тёплого месяца (июля) — 18,7 °C (абсолютный максимум — 38 °C). Среднегодовое количество атмосферных осадков составляет 528 мм, из которых около 391 мм выпадает в период с апреля по октябрь. Снежный покров держится в течение 144 дней.

### Часовой пояс
Село Ульяновка, как и весь Татарстан, находится в часовой зоне МСК (московское время). Смещение применяемого времени относительно UTC составляет +3:00.

## Население
Население села Ульяновка в 2011 году составляло 339 человек.

### Национальный состав
Согласно результатам переписи 2002 года, в национальной структуре населения чуваши составляли 94 % из 322 чел.